# Трета възраст (вестник)
„Трета възраст“ е български национален всекидневник, издаван в 240 000 тираж.

## История
Вестникът е основан през 1991 г., в София. Основател и първи главен редактор е доктор Николай Желев. През годините вестникът е допринесъл за законови промени, които са в полза на българските граждани. Към днешна дата читателската аудитория на вестника надвишава един милион.

## Рубрики
Вестникът предствавя най-важните теми от седмицата и теми свързани с история, култура и здравеопазване.